# 托波澤羅湖
托波澤羅湖是俄羅斯西北部的大型淡水湖泊，位於卡累利阿共和國，面積986平方公里，長75.6公里，闊30.3公里，最大深度約50米， 湖中有超過100個島嶼，湖水流入皮亞奧澤羅湖。